# Červená Skala
Červená Skala – część wsi Šumiac w środkowej Słowacji, w powiecie breźnieńskim, w kraju bańskobystrzyckim, w historycznym regionie Horehronie.
Červená Skala znajduje się w dolinie Hronu, na granicy trzech regionów geograficznych: Niżne Tatry, Muránska planina i Góry Stolickie (Stolické vrchy). Przez osadę Červená Skala przebiega linia kolejowa 173 Margecany – Červená Skala i droga krajowa nr 66. Od drogi tej odgałęzia się droga do miejscowości Muráň.
Jest to niewielka, położona wśród lasów osada. Ma znaczenie jako węzeł komunikacyjny i ośrodek turystyczny.
Po raz pierwszy Červená Skala pojawia się w opowiadaniach z czasu najazdów mongolskich i panowania króla Bela IV. Jej okolice były też ulubionym miejscem polowań króla Macieja Korwina. Później zbudowano tutaj wielki piec i w 1790 roku Červená Skala wraz z innymi miejscowościami Horehronia stała się kompleksem hutniczym Coburg Glade. Dwa razy w ciągu roku odbywały się tutaj jarmarki. Na początku XX wieku istniała szkoła ludowa i poczta, później przeniesione zostały do Šumiaca.